# Valentina Höll
Valentina Höll (Salzburgo, 11 de diciembre de 2001) es una deportista austríaca que compite en ciclismo de montaña en la disciplina de descenso.
Ganó tres medallas de oro en el Campeonato Mundial de Ciclismo de Montaña, entre los años 2022 y 2024, y una medalla de plata en Campeonato Europeo de Ciclismo de Montaña de 2024.

## Medallero internacional
| Campeonato Mundial | Campeonato Mundial    | Campeonato Mundial | Campeonato Mundial |
| Año                | Lugar                 | Medalla            | Competición        |
| ------------------ | --------------------- | ------------------ | ------------------ |
| 2022               | Les Gets (Francia)    | Medalla de oro     | Descenso           |
| 2023               | Glasgow (Reino Unido) | Medalla de oro     | Descenso           |
| 2024               | Pal Arinsal (Andorra) | Medalla de oro     | Descenso           |
| Campeonato Europeo |                       |                    |                    |
| Año                | Lugar                 | Medalla            | Competición        |
| 2024               | Champéry (Suiza)      | Medalla de plata   | Descenso           |